# Winge Golf & Country Club
De Winge Golf & Country Club is een Belgische golfclub in Sint-Joris-Winge in Vlaams-Brabant.
De golfbaan ligt in de streek van het Hageland. De 18 hole Championship Course heeft een par van 72 en is in 1988 aangelegd door de Britse golfkampioen en golfbaanarchitect Peter Townsend (1946). Hij heeft de baan op zeer natuurlijke wijze aangelegd tussen de bossen, heuvels en kronkelende Wingebeek.
Er is ook een 4 hole Compact Course.

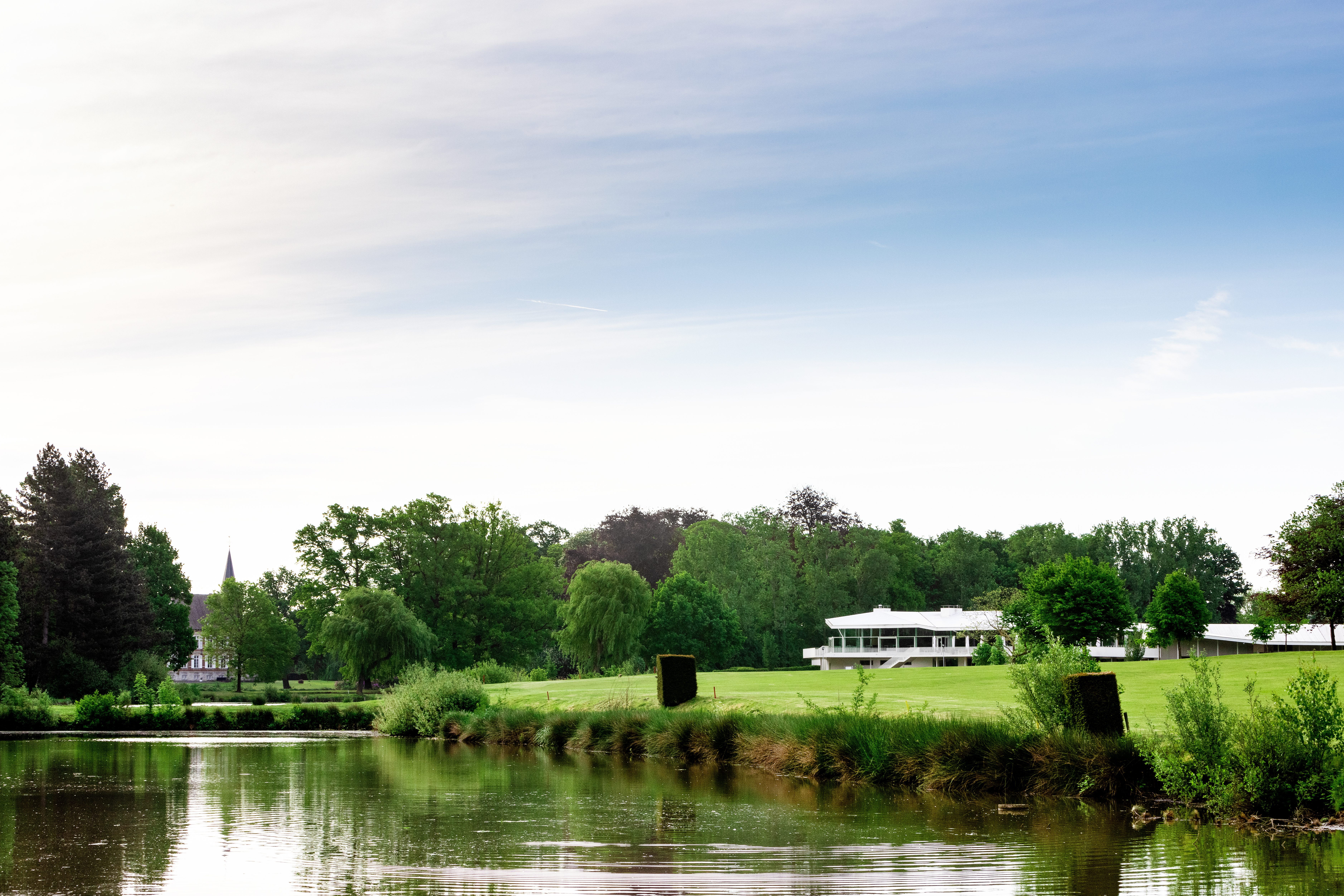
Winge Golf & Country Club

Logo Winge Golf & Country Club